# Jefferson Pérez
Jefferson Leonardo Pérez Quezada, ekvadorski atlet, * 1. julij 1974, Cuenca.
Poleg zlate olimpijske medalje na poletnih olimpijskih igrah leta 1996 (sodeloval še na POI 2000 in POI 2004), je osvojil srebrno medaljo na svetovnem atletskem prvenstvu leta 1999 ter zlati medalji na svetovnem atletskem prvenstvu leta 2003 in leta 2005; vse v svoji paradni disciplini hitra hoja na 20 km.